# رشادی گوش‌موشی
رَشادی گوش‌موشی یا آرابیدوپسیس تالیانا (نام علمی: Arabidopsis thaliana) یک گیاه گل‌دار کوچک و بومی اروپا، آسیا و شمال‌غربی آفریقا است. این گیاه، نخستین گیاهی است که نقشه ژنی آن توالی‌یابی شد. آرابیدوپسیس تالیانا، یک جاندار مدل محبوب و شناخته‌شده‌است که در پژوهش‌های گیاه‌شناسی، زیست‌شناسی مولکولی و ژنتیک، دارای اهمیت بالایی است.
این گیاه، گیاهی یک‌ساله و دولپه‌ای از خانوادهٔ شب‌بویان است. طول این گیاه در حدود ۳۰–۲۰ سانتی‌متر است. رنگ گل‌ها سفید بوده و هر گل دارای چهار گلبرگ است. ضخامت گل‌ها ۴–۲ میلی‌متر است. برگ‌ها کوچک کنگره‌ای و پرزدار هستند.
این گیاه، دارای ژنوم کوچکی به تعداد حدود ۱۳۵ میلیون جفت‌باز است و دارای حدود ۲۷٬۶۰۰ ژن کدکنندهٔ پروتئین و ۶٬۵۰۰ ژن غیرکدکنندهٔ پروتئین است. این گیاه ۵ کروموزوم دارد که در مقایسه با گیاهان دیگر، عدد کمی است و این گیاه، دارای یکی از کوچک‌تربن ژنوم‌ها در مقایسه با سایر گیاهان است.